# Гантертаун (Індіана)
Гантертаун (англ. Huntertown) — місто (англ. town) в США, в окрузі Аллен штату Індіана. Населення — 9141 особа (2020).

## Географія
Гантертаун розташований за координатами 41°12′48″ пн. ш. 85°10′28″ зх. д. / 41.21333° пн. ш. 85.17444° зх. д. (41.213303, -85.174421).  За даними Бюро перепису населення США в 2010 році місто мало площу 9,88 км², з яких 9,85 км² — суходіл та 0,03 км² — водойми. В 2017 році площа становила 12,48 км², з яких 12,44 км² — суходіл та 0,04 км² — водойми.

## Демографія
Згідно з переписом 2010 року, у місті мешкало 4810 осіб у 1726 домогосподарствах у складі 1299 родин. Густота населення становила 487 осіб/км².  Було 1823 помешкання (185/км²).
Расовий склад населення:
| - 93,6 % — білих - 2,0 % — азіатів - 1,4 % — чорних або афроамериканців - 0,4 % — корінних американців |

До двох чи більше рас належало 1,9 %. Частка іспаномовних становила 2,3 % від усіх жителів.
За віковим діапазоном населення розподілялося таким чином: 31,9 % — особи молодші 18 років, 61,7 % — особи у віці 18—64 років, 6,4 % — особи у віці 65 років та старші. Медіана віку мешканця становила 31,5 року. На 100 осіб жіночої статі у місті припадало 96,7 чоловіків;  на 100 жінок у віці від 18 років та старших — 93,0 чоловіків також старших 18 років.
Середній дохід на одне домашнє господарство  становив 86 599 доларів США (медіана — 70 236), а середній дохід на одну сім'ю — 83 059 доларів (медіана — 75 142). За межею бідності перебувало 4,8 % осіб, у тому числі 8,1 % дітей у віці до 18 років та 3,4 % осіб у віці 65 років та старших.
Цивільне працевлаштоване населення становило 2496 осіб. Основні галузі зайнятості: освіта, охорона здоров'я та соціальна допомога — 22,0 %, виробництво — 17,1 %, роздрібна торгівля — 10,5 %, науковці, спеціалісти, менеджери — 8,6 %.